# Strandgravertje
Het strandgravertje (Dyschirius impunctipennis) is een keversoort uit de familie van de loopkevers (Carabidae). De wetenschappelijke naam van de soort werd in 1854 gepubliceerd door John Frederic Dawson. De soort wordt ook wel in het geslacht Dyschiriodes geplaatst.